# Garsten

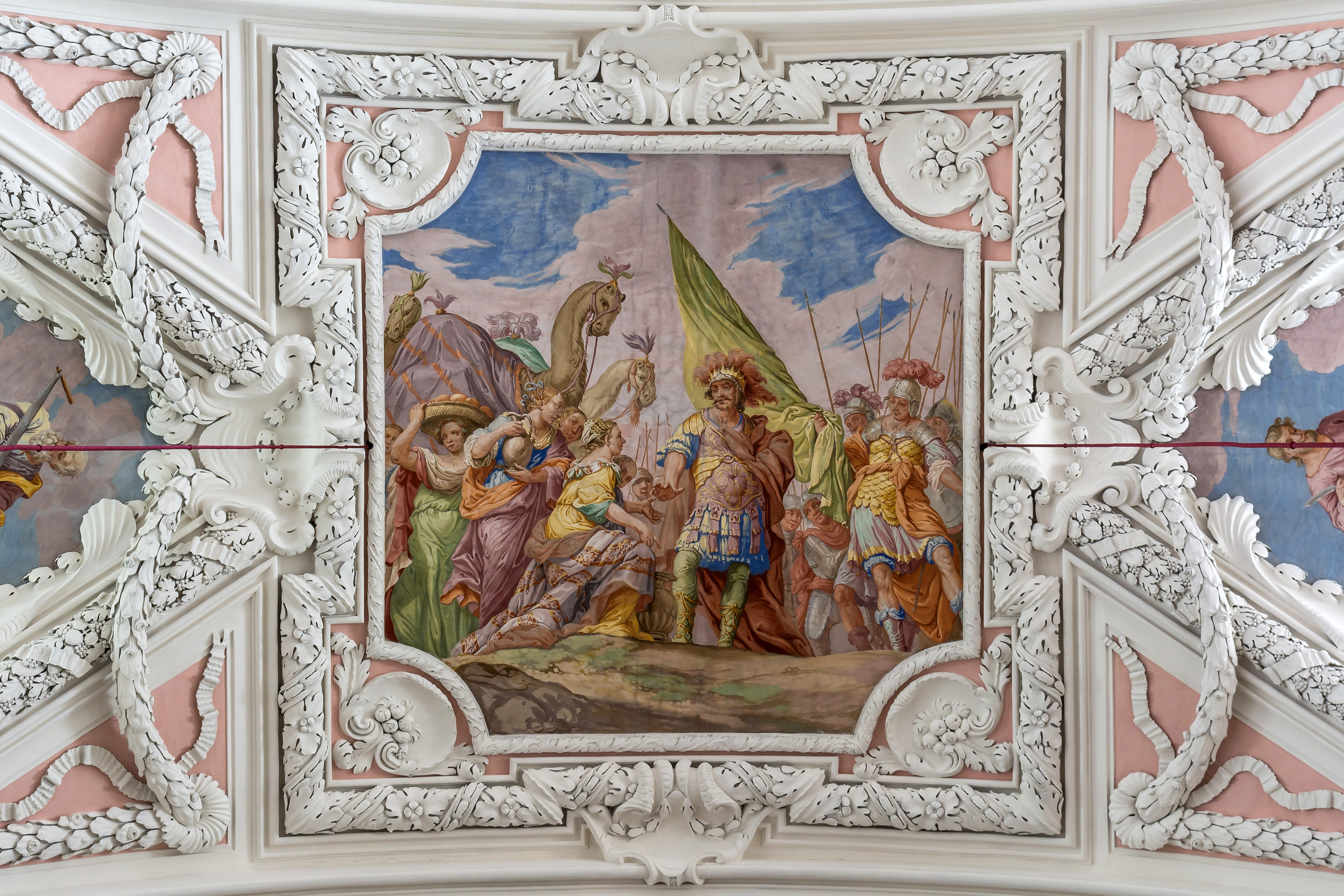
Plafond de l'église de la paroisse de Garsten. Réalisé par Michael Christoph Grabenberger et ses frères Michael Georg et Johann Bernhard. Les stuccs sont de Giovanni Battista, Bartolomeo Carlone avec Peter Camuzzi et Domenico Garon.

Garsten est une commune autrichienne du district de Steyr-Land en Haute-Autriche.